# Lindsey Stirling (альбом)
Lindsey Stirling — це дебютний альбом скрипальки та артистки Ліндсі Стерлінг, чия популярність зросла спершу завдяки появі на шоу America's Got Talent, а пізніше — завдяки величезній кількості прихильників на YouTube.

## Передумови та випуск альбому
Альбом був записаний через два роки після появи Ліндсі Стерлінг на шоу Америка має талант, і вийшов у 2012 році. І хоча Ліндсі відома завдяки своїм кавер-версіям пісень інших виконавців, цей альбом майже повністю складається з її оригінальних композицій, в яких звучить гра на скрипці у її виконанні, а також фонова електронна музика, створена самою Ліндсі та її продюсерами. Альбом досягнув 79-ї сходинки у чарті Billboard 200, при цьому діставшись найвищої сходинки у чартах Billboard Dance/Electronic Albums та Classical Albums. Він також увійшов у топові п'ятірки чартів Німеччини, Австрії та Швейцарії. До квітня 2013 року було розпродано 108 000 його копій. 29 жовтня 2013 року альбом був перевиданий у делюкс-версії (Delux Edition) в США із двома бонусними треками та ще з 3-ма додатковими ексклюзивними треками при купівлі на Target.com та в пунктах продажу Target у США.
Ліндсі Стерлінг вважає що успішність альбому — у великій кількості оригінальних композицій, а не каверів.

## Сприйняття
Джеймс Крістофер Монгер із AllMusic написав, що альбом «викроює нову унікальну нішу у жанрі класичного кросоверу», і назвав головний сингл альбому, Crystallize, «таким, що зачаровує» (англ. «engaging»)

## Список композицій
| #     | Назва                    | Тривалість |
| ----- | ------------------------ | ---------- |
| 1.    | «Electric Daisy Violin»  | 3:15       |
| 2.    | «Zi-Zi's Journey»        | 3:16       |
| 3.    | «Crystallize»            | 4:18       |
| 4.    | «Song of the Caged Bird» | 3:05       |
| 5.    | «Moon Trance»            | 3:55       |
| 6.    | «Minimal Beat»           | 3:35       |
| 7.    | «Transcendence»          | 3:45       |
| 8.    | «Elements»               | 4:07       |
| 9.    | «Shadows»                | 3:43       |
| 10.   | «Spontaneous Me»         | 3:29       |
| 11.   | «Anti Gravity»           | 3:56       |
| 12.   | «Stars Align»            | 4:47       |
| 45:11 |                          |            |

Треки під номерами 4, 7, та 10 перед цим з'являлись на міні-альбомі виконавиці під назвою Lindsey Stomp 2010 року. Треки 1, 3, та 9 були випущені окремими цифровими синглами у 2011, 2012 та 2012 рр. відповідно.

## Перевидання
29 жовтня 2013 року однойменний альбом Ліндсі Стерлінг був перевиданий у США — майже через рік після першого офіційного релізу. Друга версія альбому складалася в основному з тих самих композицій, що й у першому виданні, плюс декілька бонус-треків. Альбом також мав ще додаткові, спеціальні бонус-треки, за умови що його попередньо замовили або купили на Target.com або в котрійсь із точок продажу у США, які перебувають у власності Target.
8 листопада 2013 року Billboard оголосив, що альбом Ліндсі Стерлінг мав найкращий тиждень по кількості продажів за всю його історію, продавши 10 000 копій розширеної версії альбому та піднявши свої чартові позиції на Billboard до 23-ї сходинки, щасливо проминувши попередню свою позицію під номером 79. Billboard також повідомили про те, що її студійний альбом був проданий у кількості понад 200 000 копій за час поміж першим релізом у 2013 році та останнім перевиданням.

### Бонус-треки у версії Target
| #       | Назва                                                   | Тривалість |
| ------- | ------------------------------------------------------- | ---------- |
| 13.     | «Crystallize (оркестральна версія)*»                    | 4:35       |
| 14.     | «Transcendence (оркестральна версія)*»                  | 4:22       |
| 15.     | «Elements (оркестральна версія)»                        | 4:08       |
| 16.     | «Crystallize Mashup (ремікс у виконанні Wild Children)» | 4:47       |
| 17.     | «My Immortal*»                                          | 4:11       |
| 1:06:34 |                                                         |            |

### Бонус-треки у загальній версії видання
| #     | Назва                                                   | Тривалість |
| ----- | ------------------------------------------------------- | ---------- |
| 13.   | «Elements (оркестральна версія)»                        | 4:08       |
| 14.   | «Crystallize Mashup (ремікс у виконанні Wild Children)» | 4:47       |
| 53:66 |                                                         |            |

Пісні із зірочкою * — це ексклюзивні бонус-треки, доступні лише у копіях, придбаних на Target.com або торговельних пунктах Target у США

## Учасники
Перелік учасників адаптовано із приміток до випуску альбому Lindsey Stirling.
- Ліндсі Стерлінг — скрипка, вокал, виконавчий продюсер
- AFSHeeN — продюсер (2)
- Creative Regime — дизайн обкладинки
- FIXYN — продюсер (5)
- Marko G — продюсер (1, 3, 4, 6-11)
- Девін Ґрехем — фотозйомка
- Скотт Джарві — фотозйомка
- Poet Name Life — продюсер (12)
- Chebacca — продюсер (12)
- Раян Вайлер — виконавчий продюсер

## Чарти
| Чарт (2012-13)                        | Пікова позиція |
| ------------------------------------- | -------------- |
| Австралійський чарт альбомів          | 53             |
| Австрійський чарт альбомів            | 1              |
| Бельгійський чарт альбомів (Фландерс) | 121            |
| Бельгійський чарт альбомів (Валлонія) | 123            |
| Німецький чарт альбомів               | 4              |
| Польський чарт альбомів               | 10             |
| Швейцарський чарт альбомів            | 5              |
| Billboard 200 (США)                   | 23             |
| Classical Albums (США)                | 1              |
| Dance/Electronic Albums (США)         | 1              |
| Independent Albums (США)              | 2              |

| Чарт (2012)            | Позиція |
| ---------------------- | ------- |
| Classical Albums (США) | 17      |

| Чарт (2013)                   | Позиція |
| ----------------------------- | ------- |
| Австрійський чарт альбомів    | 21      |
| Швейцарський чарт альбомів    | 23      |
| Billboard 200 (США)           | 161     |
| Classical Albums (США)        | 2       |
| Dance/Electronic Albums (США) | 3       |
| Independent Albums (США)      | 11      |

## Відеокліпи
| Назва                            | Рік  | Режисер(и)                   | Примітки |
| -------------------------------- | ---- | ---------------------------- | --- |
| «Spontaneous Me»                 | 2011 | Девін Ґрехем                 | Використовується скорочена версія пісні |
| «Transcendence»                  | 2011 | Натан Д. Лі                  | У кліпі знімався Далтон Скіннер у ролі комп'ютерного техніка |
| «Electric Daisy Violin»          | 2011 | Девін Ґрехем                 | Хореографія — Наталі Вілос |
| «Shadows»                        | 2012 | Ліндсі Стерлінг Девін Ґрехем | |
| «Crystallize»                    | 2012 | Ліндсі Стерлінг Девін Ґрехем | Знято у замках з льоду (Ice Castles) у Сільверторні, Колорадо |
| «Elements»                       | 2012 | Ліндсі Стерлінг Девін Ґрехем | Макіяж у виконанні Лори Воткін (вода), Джоанни Бішоп (вогонь) та Александрії Марільйо (вітер)                                                                                |
| «Moon Trance»                    | 2012 | Натан Д. Лі                  | У кліпі знімались учасники концертного гурту Ліндсі Стерлінг — Джейсон Ґавіаті та Дрю Стін. Макіяж — у виконанні Дейла Флінка, Джоанни Бішоп, Шіло Вайт та Емілі Джейкобсен. |
| «Song of the Caged Bird»         | 2012 | Натан Д. Лі                  | Виробничий дизайнер: Ерін Роулі Дизайн освітлення: Брендон Мосс |
| «My Immortal»                    | 2013 | Мейсон Джонсон/Klepticenter  | Дизайн освітлення: Джоул Райфф. |
| «Elements (оркестральна версія)» | 2013 | NBC та «Дракула»             | Відео було зняте в рамках промо-кампанії на підтримку нового телесеріалу «Дракула», прем'єра якого відбулась 25 жовтня.                                                      |
| «Minimal Beat»                   | 2013 | Мейсон Джонсон/Klepticenter  | Знято протягом світового концертного турне Ліндсі Стерлінг у 2013 р. |